# فیروز عبدالمحمدیان
فیروز عبدالمحمدیان شناخته شده به فیروز محمدی (زاده ۷ فروردین ۱۳۲۱) دروازه‌بان بازنشسته واترپلو اهل ایران است. او دارنده نشان طلای بازی‌های آسیایی ۱۹۷۴ و عضو تیم ایران در المپیک تابستانی ۱۹۷۶ بود.